# Cele 500 de milioane ale Begumei

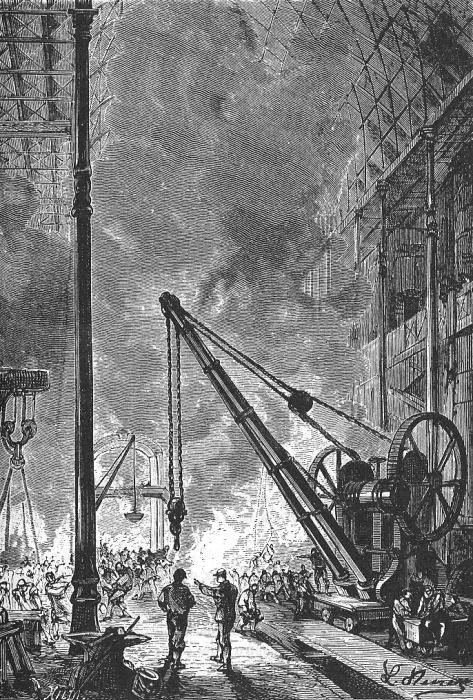
Stahlstadt (orașul de fier)

Cele 500 de milioane ale Begumei (în franceză Les Cinq cents millions de la Bégum) este un roman de Jules Verne publicat în 1879 în „Bibliothèque d'éducation et de récréation”.
Așa cum s-a ulterior, romanul are la bază manuscrisul L'Héritage de Langevol al lui Paschal Grousset, un revoluționar corsican participant la Comuna din Paris, care trăia în exil în S.U.A. și la Londra. Manuscrisul a fost cumpărat de Pierre-Jules Hetzel, editorul majorității cărților lui Verne. Similitudinile dintre intriga și elementele textului original al lui Grousset și opera lui Verne nu au fost încă complet stabilite. Ulterior, Verne a mai remaniat câteva opere ale lui Grousset, publicându-le sub numele său, înainte ca revoluționarul să fie reprimit în Franța și să-i fie permisă continuarea publicării operelor sale sub propriul nume.

## Rezumat
Acțiunea cărții are loc în America unde doctorul Sarrasin, moștenind jumătate din averea Begumei, o prințesă indiană, pune bazele unui oraș numit France-Ville. Doctorul Sarrasin, un utopist (în spatele căruia poate fi recunoscut însuși Verne) dorește să-i adăpostească în noul oraș pe cei nedreptățiți din Europa. Creată folosind cele mai avansate metode științifice, societatea din France-Ville este ideală, bazată pe adevărata democrație. Dar o umbră planează asupra orașului înfloritor: un alt savant, de origine germană, profesorul Schultze, moștenitorul celeilalte jumătăți din averea prințesei indiene, întemeiează în apropiere orașul Stahlstadt (Orașul Oțelului), care devine o uzină de război și închisoare.
Toată esența militarismului prusac agresiv își găsește aici o imagine sugestivă. Scopul profesorului Schultze este să distrugă rasele inferioare, o previziune exactă din nefericire asupra viitoarei Germanii naziste.
Marcel, un inginer francez de origine alsaciană (încă o aluzie la Războiul franco-prusac din 1870-1871) și logodnicul fiicei lui Sarrasin, pleacă să spioneze orașul vecin angajându-se ca simplu muncitor. Talentele sale îl fac să urce pe scara socială până la stadiul de confident al lui Schultze, care îi explică proiectul său de a distruge France-Ville cu ajutorul unui tun gigantic. Marcel fuge din Stahlstadt pentru a-i preveni pe cei din France-Ville despre planul machiavelic al profesorului Schultze.
Câteva zile mai târziu, bursa din San Francisco anunță că Stahlstadt nu și-a mai plătit creanțele, iar profesorul e declarat dispărut. Însoțit de Octave, Marcel merge în Stahlstadt pentru a dezlega misterul și îl găsește pe profesor omorât de unul dintre motoarele sale distructive. El propune ca Stahlstadt să fie preluat de France-Ville, făcând din el un centru de producție pentru industria orașului. În final, Marcel se căsătorește cu fiica doctorului, devenind membru cu drepturi depline al familiei.

### Capitolele cărții
| - Capitolul I - În care Mr. Sharp își face apariția - Capitolul II - Doi prieteni - Capitolul III - Un fapt divers - Capitolul IV - Părți egale - Capitolul V - Cetatea Oțelului - Capitolul VI - Puțul Albrecht - Capitolul VII - Blocul Central - Capitolul VIII - Caverna Dragonului - Capitolul IX - În captivitate - Capitolul X - Un articol din revista germană Unsere Centurie - Capitolul XI - Un dineu la doctorul Sarrasin | - Capitolul XII - Consiliul - Capitolul XIII - Marcel Bruckmann către profesorul Schultze, Stahlstadt - Capitolul XIV - Pregătiri de luptă - Capitolul XV - Bursa din San Francisco - Capitolul XVI - Doi francezi împotriva unui oraș - Capitolul XVII - Explicații cu împușcături - Capitolul XVIII - Miezul sâmburelui - Capitolul XIX - O problemă de familie - Capitolul XX - Încheiere |

## Cele două orașe
Stahlstadt
Stahlstadt, literar „orașul oțelului”, este un oraș construit de profesorul Schultze cu ajutorul moștenirii Begumei. El este descris prin intermediul lui Johann Schwartz (alias Marcel Bruckmann), care se dă drept un muncitor elvețian în căutare de lucru.
Orașul este construit între doi munți în care abundă minereul de fier. El este o imensă uzină care fabrică în secret tunuri, fortificată și necesitând autorizații pentru intrare.
France-Ville
France-Ville este un oraș bazat pe regulile de igienă dragi doctorului Sarrasin. Descrierea orașului este făcută preponderent în capitolul 10 prin intermediul unui articol apărut în revista germană Unsere Centurie, în care acesta este considerat ca fiind un „oraș ideal” pentru întreaga lume.
Alegerea amplasamentului urmează considerații științifice care să asigure un cadru de viață ideal: apropierea oceanului, existența unui râu și munți care să stăvilească vânturile. Planurile orașului și materialele de construcție sunt atent planificate dinainte, trasarea drumurilor se face în unghiuri drepte și la intervale regulate, iar construcția are la bază zece reguli pe care arhitecții sunt obligați să le respecte.
Deși a fost scris în 1879, romanul propune idei novatoare pentru acea epocă, unele dintre ele fiind de actualitate. Viața orașului este condiționată de igienă. Cărămizile utilizate permit circulația aerului, dormitoarele sunt mobilate corect, copiii sunt educați corespunzător, mâncarea este atent supravegheată pentru a nu se altera. Toate aceste reguli și altele fac ca spitalele să fie puțin numeroase în oraș. Deși ele pot părea excesive, scrierea romanului este contemporană cu descoperirile lui Louis Pasteur în ceea ce privește microbii.
Mediul înconjurător este respectat, iar natura are un rol important în oraș. Înălțimea caselor nu poate depăși două etaje, pentru a nu acapara aerul și lumina (regula 2), iar casele sunt depărtate una de alta și au, fiecare, grădină proprie (regula 1). Pe ambele părți ale străzilor sunt plantați arbori, iar fiecare intersecție este o grădină publică. Regula 10 este chiar o adevărată predecesoare a regulilor ecologice: fumul șemineelor este curățat de particulele de carbon pe care le conține (pericolele efectului de seră nu erau cunoscute în acea epocă). 
Oricine poate veni în France-Ville, cu condiția să fie apt să exercite o profesie utilă sau liberală în industrie, știință sau artă, urmând legile orașului. Industria și comerțul sunt și ele libere. Viața politică este o afacere care îi privește pe toți locuitorii, care se reunesc în consilii pentru a lua decizii.
France-Ville este o utopie, modelul orașului ideal pentru Jules Verne, o serie dintre ideile sale fiind de actualitate: protejarea mediului înconjurător, importanța sănătății (practicarea sportului, alimentația sănătoasă), etc.

### Comparație între cele două orașe
| Stahlstadt - este un oraș-uzină - construcția lui se face într-o zonă cu minereu de fier - este rotund, fiind construit în jurul uzinelor - muncitorii construiesc tunuri, simboluri ale morții, sau mor în minele din care se extrage minereul - este fondat doar de profesorul german și, odată cu moartea acestuia, moare și el | France-Ville - este un adevărat oraș - este construit pentru a beneficia de cel mai bun cadru de viață - ține cont de necesitățile locuitorilor săi - există preocuparea de a prelungi viața cetățenilor prin intermediul normelor de igienă - este creat de un comitet, iar cetățenii săi participă la viața politică a orașului |

## Teme abordate în cadrul romanului
- lumea minelor de cărbuni (temă prezentă și în Indiile negre).
- două viziuni de urbanism utopic, materializate prin două reprezentări ale viitorului sub forma specifică traiului în comun: teoria igienei doctorului Sarrazin vs. pozitivismul științific al profesorului Schultze.
- naționalismul (prin intermediul celor doi protagoniști).
- formarea tehnică, prin intermediul sistemului francez al școlilor și prin cel al formării profesională în uzina din Stahlstadt (temă regăsită și în Steaua Sudului).
- abordarea caracteristicilor celui de-Al Doilea Război Mondial, profesorul Schultze fiind o anticipare a lui Hitler: rasa germană este superioară tuturor celorlalte, orașul France-Ville a fost construit de un francez inconștient și, ca atare, trebuie distrus, etc.

## Lista personajelor
| - Doctorul François Sarrasin - cunoscut ca baronetul Bryah Jowahir Mothooranath - Profesorul Schultze - Marcel Bruckmann - cunoscut sub pseudonimul Johann Schwartz - Octave Sarrasin - fiul doctorului Sarrasin. - Arminius - Dl. Bauer - Dna. Bauer - Carl Bauer - Dl. Billows - Profesorul Binôme - Blair-Athol - Blunderbuss - Doctorul Cicogna - Francine - Lord Glandover - Bégum Gokool de Ragginahra - Dl. Green - Colonelul Hendon - Bénédict Langévol | - Jean-Jacques Langévol - Julie Langévol - Dl. Lentz - Aristide Leroux - Doctorul Ovidius - Dna. Sarrasin - Isidore Sarrasin - Jean Sarrasin - Jeanne Sarrasin - Inginerul Maulesmülhe - Martin Schultze - Thérèse Schultze - născută Thérèse Langévol - Seligmann - Dl. Sharp - Sigimer - Sohne - Doctorul Stevenson - Stilbing - Profesorul Turnbull |

## Traduceri în limba română
- 1923 - Lupta pentru milioane, Ed. Societății Anonime Socec & Co, 272 pag, traducere de George B. Rareș
- 1963 - Cele cinci sute de milioane ale Begumei, serializat în „Colecția povestiri științifico-fantastice” nr. 200-205, traducere Ion Hobana
- 1968 - Cele cinci sute de milioane ale Begumei, Ed. Tineretului, Colecția SF, traducere Gellu Naum, 190 pag.
- 1976 - Cele 500 milioane ale Begumei. Șarpele de mare, Ed. Ion Creangă, Colecția „Jules Verne”, nr. 11, traducere Ion Hobana, 268 pag.
- 1993 - Lupta pentru milioane, Ed. Bebe, 208 pag.
- 1999 - Cele cinci sute de milioane ale Begumei, Ed. Compania, Colecția „La bord cu Jules Verne”, traducere Ion Hobana, 192 pag., ISBN 978-973-99224-7-0
- 2005 - Cele cinci sute de milioane ale Begumei, Ed. Corint, traducere Manuela Coravu, 168 pag., ISBN 973-653-743-1
- 2005 - Lupta pentru milioane, Ed. Ștefan, 198 pag., ISBN 973-8493-99-4
- 2007 - Cele 500 de milioane ale Begumei, Ed. Paralela 45, 200 pag., ISBN 978-973-47-0109-4
- 2008 - Cele 500 de milioane ale Begumei, Ed. Artemis și Semne, 160 pag.
- 2010 - 500 de milioane ale Begumei. Șarpele de mare, Ed. Adevărul, Colecția „Jules Verne”, nr. 11, traducere Vasile V. Rășcanu, 360 pag., ISBN 978-606-539-148-2